# رابرت لاکی
رابرت لاکی (انگلیسی: Robert W. Lucky؛ زادهٔ ۹ ژانویهٔ ۱۹۳۶) یک دانشمند است.
وی همچنین برندهٔ جوایزی همچون مدال ادیسون انجمن مهندسان برق و الکترونیک شده است.